# Ústřední výbor
Ústřední výbor je obvyklé označení pro nejvyšší orgán komunistických stran povětšinou volený na sjezdech strany. V komunistických režimech obvykle ústřední výbor vede vládní aktivity a volí generálního tajemníka strany, který má obvykle funkci prezidenta státu.
Ústřední výbor mají také různé komunistické oborové nebo jiné organizace a instituce, např. Odborový svaz zaměstnanců, Československý svaz mládeže či Socialistický svaz mládeže. Komunistický svaz mládeže pro něj používá označení ústřední rada.

## Vybrané ústřední výbory
- Ústřední výbor Komunistické strany Československa
- Ústřední výbor Komunistické strany Čech a Moravy
- Ústřední výbor Komunistické strany Slovenska
- Ústřední výbor Komunistické strany Sovětského svazu
- Ústřední výbor Komunistické strany Číny
- Ústřední výbor Komunistické strany Kuby
- Ústřední výbor Komunistické strany Vietnamu
- Ústřední výbor Polské sjednocené dělnické strany
- Ústřední výbor Korejské strany práce
- Ústřední výbor Komunistické strany Ruské federace